# Élections législatives de 2017 dans l'Hérault
Les élections législatives françaises de 2017 se déroulent les 11 et 18 juin 2017. Dans le département de l'Hérault, neuf députés sont à élire dans le cadre de neuf circonscriptions.

## Élus
| Circonscription                                                                                                | Député sortant      | Parti | Parti | Député élu ou réélu  | Parti | Parti |
| --- | ------------------- | ----- | ----- | -------------------- | ----- | ----- |
| 1re | Jean-Louis Roumégas |       | EÉLV  | Patricia Mirallès    |       | LREM  |
| 2e | Anne-Yvonne Le Dain |       | PS    | Muriel Ressiguier    |       | FI    |
| 3e | Fanny Dombre-Coste  |       | PS    | Coralie Dubost       |       | LREM  |
| 4e | Frédéric Roig       |       | PS    | Jean-François Eliaou |       | LREM  |
| 5e | Kléber Mesquida*    |       | PS    | Philippe Huppé       |       | LREM  |
| 6e | Élie Aboud          |       | LR    | Emmanuelle Ménard    |       | FN    |
| 7e | Sébastien Denaja    |       | PS    | Christophe Euzet     |       | LREM  |
| 8e | Christian Assaf     |       | PS    | Nicolas Démoulin     |       | LREM  |
| 9e | Patrick Vignal**    |       | PS    | Patrick Vignal       |       | LREM  |
| * député sortant ne se représentant pas en 2017 ** député PS sortant se représente en 2017 sous étiquette LREM |                     |       |       |                      |       |       |

## Rappel des résultats départementaux des élections de 2012
| Parti          | Parti                                                | Premier tour | Premier tour | Second tour | Second tour | Sièges |  |
| Parti          | Parti                                                | Voix         | %            | Voix        | %           | Sièges |  |
| -------------- | ---------------------------------------------------- | ------------ | ------------ | ----------- | ----------- | ------ |  |
|                | Parti socialiste                                     | 135 510      | 30,78        | 197 887     | 46,98       | 8      |  |
|                | Europe Écologie Les Verts                            | 24 668       | 5,60         | 21 354      | 5,07        | 1      |  |
|                | Divers gauche dont MRC                               | 8 211        | 1,86         |             |             | 0      |  |
|                | Parti radical de gauche                              | 1 209        | 0,27         | 0           |             |        |  |
|                | Majorité présidentielle                              | 169 598      | 38,52        | 219 241     | 52,05       | 9      |  |
|                |                                                      |              |              |             |             |        |  |
|                | Union pour un mouvement populaire                    | 81 514       | 18,51        | 124 219     | 29,49       | 0      |  |
|                | Parti radical                                        | 22 483       | 5,11         | 35 488      | 8,42        | 0      |  |
|                | Divers droite dont DLR et PCD                        | 13 299       | 3,02         |             |             | 0      |  |
|                | Nouveau centre                                       | 9 148        | 2,08         | 0           |             |        |  |
|                | Alliance centriste                                   | 573          | 0,13         | 0           |             |        |  |
|                | Droite parlementaire                                 | 127 017      | 28,85        | 159 707     | 37,91       | 0      |  |
|                |                                                      |              |              |             |             |        |  |
|                | Front national                                       | 84 849       | 19,27        | 42 288      | 10,04       | 0      |  |
|                | Front de gauche                                      | 35 788       | 8,13         |             |             | 0      |  |
|                | Divers écologiste dont LT-LNÉ, MÉI, AÉI, Cap21 et GÉ | 8 222        | 1,87         | 0           |             |        |  |
|                | Mouvement démocrate                                  | 4 801        | 1,09         | 0           |             |        |  |
|                | Divers                                               | 4 445        | 1,01         | 0           |             |        |  |
|                | Extrême gauche dont LO, NPA et POI                   | 3 215        | 0,73         | 0           |             |        |  |
|                | Extrême droite                                       | 1 216        | 0,28         | 0           |             |        |  |
|                | Régionaliste                                         | 1 133        | 0,26         | 0           |             |        |  |
|                |                                                      |              |              |             |             |        |  |
| Inscrits       | Inscrits                                             | 747 580      | 100,00       | 747 507     | 100,00      | 9      |  |
| Abstentions    | Abstentions                                          | 300 516      | 40,2         | 309 276     | 41,37       |        |  |
| Votants        | Votants                                              | 447 064      | 59,8         | 438 231     | 58,63       |        |  |
| Blancs et nuls | Blancs et nuls                                       | 6 780        | 1,52         | 16 995      | 3,88        |        |  |
| Exprimés       | Exprimés                                             | 440 284      | 98,48        | 421 236     | 96,12       |        |  |

## Résultats

### Résultats à l'échelle du département
|                                             |                                      |                           |                           |                          |                          |
|                                             |                                      | Premier tour 11 juin 2017 | Premier tour 11 juin 2017 | Second tour 18 juin 2017 | Second tour 18 juin 2017 |
|                                             |                                      |                           |                           |                          |                          |
|                                             |                                      | Nombre                    | % des inscrits            | Nombre                   | % des inscrits           |
| Inscrits                                    | Inscrits                             | 800 470                   | 100,00                    | 800 453                  | 100,00                   |
| Abstentions                                 | Abstentions                          | 413 182                   | 51,62                     | 463 854                  | 57,95                    |
| Votants                                     | Votants                              | 387 288                   | 48,38                     | 336 599                  | 42,05                    |
|                                             |                                      |                           | % des votants             |                          | % des votants            |
| Bulletins blancs                            | Bulletins blancs                     | 6 672                     | 1,72                      | 26 946                   | 8,01                     |
| Bulletins nuls                              | Bulletins nuls                       | 2 581                     | 0,67                      | 9 928                    | 2,95                     |
| Suffrages exprimés                          | Suffrages exprimés                   | 378 035                   | 97,61                     | 299 725                  | 89,04                    |
|                                             |                                      |                           |                           |                          |                          |
| Étiquette politique                         | Étiquette politique                  | Voix                      | % des exprimés            | Voix                     | % des exprimés           |
|                                             |                                      |                           |                           |                          |                          |
|                                             | La République en marche !            | 117 488                   | 31,08                     | 175 106                  | 58,42                    |
|                                             | Front national                       | 77 024                    | 20,37                     | 100 582                  | 33,56                    |
|                                             | La France insoumise                  | 56 990                    | 15,08                     | 24 037                   | 8,02                     |
|                                             | Les Républicains                     | 41 368                    | 10,94                     |                          |                          |
|                                             | Parti socialiste                     | 29 597                    | 7,83                      |                          |                          |
|                                             | Écologiste                           | 14 155                    | 3,74                      |                          |                          |
|                                             | Parti communiste français            | 8 194                     | 2,17                      |                          |                          |
|                                             | Divers droite                        | 8 147                     | 2,16                      |                          |                          |
|                                             | Divers gauche                        | 6 916                     | 1,83                      |                          |                          |
|                                             | Divers                               | 6 838                     | 1,81                      |                          |                          |
|                                             | Union des démocrates et indépendants | 3 836                     | 1,01                      |                          |                          |
|                                             | Debout la France                     | 3 143                     | 0,83                      |                          |                          |
|                                             | Extrême gauche                       | 2 704                     | 0,72                      |                          |                          |
|                                             | Extrême droite                       | 1 476                     | 0,39                      |                          |                          |
|                                             | Parti radical de gauche              | 159                       | 0,04                      |                          |                          |
| Source : Ministère de l'Intérieur - Hérault |                                      |                           |                           |                          |                          |

### Résultats par circonscription

#### Première circonscription
Député sortant : Jean-Louis Roumégas (Europe Écologie Les Verts).
|                                                                           | |                           |                           |                          |                          |
|                                                                           | | Premier tour 11 juin 2017 | Premier tour 11 juin 2017 | Second tour 18 juin 2017 | Second tour 18 juin 2017 |
|                                                                           | |                           |                           |                          |                          |
|                                                                           | | Nombre                    | % des inscrits            | Nombre                   | % des inscrits           |
| Inscrits                                                                  | Inscrits | 84 645                    | 100,00                    | 84 644                   | 100,00                   |
| Abstentions                                                               | Abstentions                                                                                                   | 44 233                    | 52,26                     | 50 651                   | 59,84                    |
| Votants                                                                   | Votants | 40 412                    | 47,74                     | 33 993                   | 40,16                    |
|                                                                           | |                           | % des votants             |                          | % des votants            |
| Bulletins blancs                                                          | Bulletins blancs                                                                                              | 721                       | 1,78                      | 2 886                    | 8,49                     |
| Bulletins nuls                                                            | Bulletins nuls                                                                                                | 185                       | 0,46                      | 849                      | 2,50                     |
| Suffrages exprimés                                                        | Suffrages exprimés                                                                                            | 39 506                    | 97,76                     | 30 258                   | 89,01                    |
|                                                                           | |                           |                           |                          |                          |
| Candidat Étiquette politique (partis et alliances)                        | Candidat Étiquette politique (partis et alliances)                                                            | Voix                      | % des exprimés            | Voix                     | % des exprimés           |
|                                                                           | |                           |                           |                          |                          |
|                                                                           | Patricia Mirallès La République en marche !                                                                   | 13 481                    | 34,12                     | 19 877                   | 65,69                    |
|                                                                           | France Jamet Front national                                                                                   | 6 644                     | 16,82                     | 10 381                   | 34,31                    |
|                                                                           | Julien Colet La France insoumise                                                                              | 6 163                     | 15,60                     |                          |                          |
|                                                                           | Jean-Louis Roumégas (député sortant) Europe Écologie Les Verts (Parti socialiste - Parti communiste français) | 4 228                     | 10,70                     |                          |                          |
|                                                                           | Joseph Francis Union des démocrates et indépendants (Les Républicains)                                        | 3 836                     | 9,71                      |                          |                          |
|                                                                           | Michel Moxin Divers droite (Rassemblement pour la France)                                                     | 1 738                     | 4,40                      |                          |                          |
|                                                                           | Frédéric Bort Divers gauche                                                                                   | 1 149                     | 2,91                      |                          |                          |
|                                                                           | Fabienne Albarran Debout la France                                                                            | 614                       | 1,55                      |                          |                          |
|                                                                           | Valérie Garnier Divers (Parti animaliste)                                                                     | 499                       | 1,26                      |                          |                          |
|                                                                           | William Gomez Divers gauche (Nouvelle Donne)                                                                  | 338                       | 0,86                      |                          |                          |
|                                                                           | Nicolas Miray Divers (Union populaire républicaine)                                                           | 311                       | 0,79                      |                          |                          |
|                                                                           | Morgane Lachiver Lutte ouvrière                                                                               | 216                       | 0,55                      |                          |                          |
|                                                                           | Laurent Pithon Extrême droite (Union des Patriotes)                                                           | 205                       | 0,52                      |                          |                          |
|                                                                           | Alain Visseq Extrême gauche (Parti ouvrier indépendant démocratique)                                          | 84                        | 0,21                      |                          |                          |
| Source : Ministère de l'Intérieur - Première circonscription de l'Hérault | |                           |                           |                          |                          |

#### Deuxième circonscription
Député sortant : Anne-Yvonne Le Dain (Parti socialiste).
|                                                                           |                                                                                             |                           |                           |                          |                          |
|                                                                           |                                                                                             | Premier tour 11 juin 2017 | Premier tour 11 juin 2017 | Second tour 18 juin 2017 | Second tour 18 juin 2017 |
|                                                                           |                                                                                             |                           |                           |                          |                          |
|                                                                           |                                                                                             | Nombre                    | % des inscrits            | Nombre                   | % des inscrits           |
| Inscrits                                                                  | Inscrits                                                                                    | 60 436                    | 100,00                    | 60 438                   | 100,00                   |
| Abstentions                                                               | Abstentions                                                                                 | 34 044                    | 56,33                     | 37 731                   | 62,43                    |
| Votants                                                                   | Votants                                                                                     | 26 392                    | 43,67                     | 22 707                   | 37,57                    |
|                                                                           |                                                                                             |                           | % des votants             |                          | % des votants            |
| Bulletins blancs                                                          | Bulletins blancs                                                                            | 431                       | 1,63                      | 1 480                    | 6,52                     |
| Bulletins nuls                                                            | Bulletins nuls                                                                              | 156                       | 0,59                      | 550                      | 2,42                     |
| Suffrages exprimés                                                        | Suffrages exprimés                                                                          | 25 805                    | 97,78                     | 20 677                   | 91,06                    |
|                                                                           |                                                                                             |                           |                           |                          |                          |
| Candidat Étiquette politique (partis et alliances)                        | Candidat Étiquette politique (partis et alliances)                                          | Voix                      | % des exprimés            | Voix                     | % des exprimés           |
|                                                                           |                                                                                             |                           |                           |                          |                          |
|                                                                           | Stéphanie Jannin La République en marche !                                                  | 7 375                     | 28,58                     | 9 866                    | 47,71                    |
|                                                                           | Muriel Ressiguier La France insoumise                                                       | 5 886                     | 22,81                     | 10 811                   | 52,29                    |
|                                                                           | Nancy Canaud Les Républicains (Union des démocrates et indépendants)                        | 2 931                     | 11,36                     |                          |                          |
|                                                                           | Pierre Aliotti Front national                                                               | 2 100                     | 8,14                      |                          |                          |
|                                                                           | Fatima Bellaredj Parti socialiste                                                           | 1 784                     | 6,91                      |                          |                          |
|                                                                           | Coralie Mantion Europe Écologie Les Verts                                                   | 1 339                     | 5,19                      |                          |                          |
|                                                                           | Anne-Yvonne Le Dain (députée sortante) Divers gauche                                        | 1 328                     | 5,15                      |                          |                          |
|                                                                           | Mustapha Abdelli Divers                                                                     | 294                       | 1,14                      |                          |                          |
|                                                                           | Fouad Lazaar Divers gauche                                                                  | 285                       | 1,10                      |                          |                          |
|                                                                           | Isabel Cabeca Parti communiste français                                                     | 278                       | 1,08                      |                          |                          |
|                                                                           | Zoé de Bonduwe Écologiste (Alliance écologiste indépendante)                                | 255                       | 0,99                      |                          |                          |
|                                                                           | Claudia Dechassat Debout la France                                                          | 228                       | 0,88                      |                          |                          |
|                                                                           | Eddine Ariztegui Divers (Parti animaliste)                                                  | 221                       | 0,86                      |                          |                          |
|                                                                           | Elie Guerreiro-Viseu Divers (Union populaire républicaine)                                  | 207                       | 0,80                      |                          |                          |
|                                                                           | Patrick Boot Écologiste (Confédération pour l'homme, l'animal et la planète)                | 190                       | 0,74                      |                          |                          |
|                                                                           | Antoine Rollet Divers (#MaVoix)                                                             | 189                       | 0,73                      |                          |                          |
|                                                                           | Dalila Yousfi Parti radical de gauche                                                       | 159                       | 0,62                      |                          |                          |
|                                                                           | Claire Goyat Divers (Parti du vote blanc)                                                   | 153                       | 0,59                      |                          |                          |
|                                                                           | Sylvie Vayssade Divers gauche (Nouvelle Donne)                                              | 151                       | 0,59                      |                          |                          |
|                                                                           | Hssain Imougar Divers gauche                                                                | 147                       | 0,57                      |                          |                          |
|                                                                           | Didier Michel Lutte ouvrière                                                                | 139                       | 0,54                      |                          |                          |
|                                                                           | Sébastien Higuet Divers gauche                                                              | 133                       | 0,52                      |                          |                          |
|                                                                           | Célia Lutrat Divers (Allons enfants !)                                                      | 32                        | 0,12                      |                          |                          |
|                                                                           | Francis Meynier Divers gauche (Alliance européenne pour la paix, la prospérité, le partage) | 1                         | 0,00                      |                          |                          |
| Source : Ministère de l'Intérieur - Deuxième circonscription de l'Hérault |                                                                                             |                           |                           |                          |                          |

#### Troisième circonscription
Député sortant : Fanny Dombre-Coste (Parti socialiste).
|                                                                            |                                                                                    |                           |                           |                          |                          |
|                                                                            |                                                                                    | Premier tour 11 juin 2017 | Premier tour 11 juin 2017 | Second tour 18 juin 2017 | Second tour 18 juin 2017 |
|                                                                            |                                                                                    |                           |                           |                          |                          |
|                                                                            |                                                                                    | Nombre                    | % des inscrits            | Nombre                   | % des inscrits           |
| Inscrits                                                                   | Inscrits                                                                           | 85 106                    | 100,00                    | 85 109                   | 100,00                   |
| Abstentions                                                                | Abstentions                                                                        | 40 803                    | 47,94                     | 47 407                   | 55,70                    |
| Votants                                                                    | Votants                                                                            | 44 303                    | 52,06                     | 37 702                   | 44,30                    |
|                                                                            |                                                                                    |                           | % des votants             |                          | % des votants            |
| Bulletins blancs                                                           | Bulletins blancs                                                                   | 586                       | 1,32                      | 3 017                    | 8,00                     |
| Bulletins nuls                                                             | Bulletins nuls                                                                     | 206                       | 0,46                      | 1 248                    | 3,31                     |
| Suffrages exprimés                                                         | Suffrages exprimés                                                                 | 43 511                    | 98,21                     | 33 437                   | 88,69                    |
|                                                                            |                                                                                    |                           |                           |                          |                          |
| Candidat Étiquette politique (partis et alliances)                         | Candidat Étiquette politique (partis et alliances)                                 | Voix                      | % des exprimés            | Voix                     | % des exprimés           |
|                                                                            |                                                                                    |                           |                           |                          |                          |
|                                                                            | Coralie Dubost La République en marche !                                           | 16 174                    | 37,17                     | 20 211                   | 60,45                    |
|                                                                            | Stéphane Vidal La France insoumise                                                 | 6 386                     | 14,68                     | 13 226                   | 39,55                    |
|                                                                            | Laurianne Troise Front national                                                    | 5 667                     | 13,02                     |                          |                          |
|                                                                            | Fanny Dombre-Coste (députée sortante) Parti socialiste (Europe Écologie Les Verts) | 5 007                     | 11,51                     |                          |                          |
|                                                                            | Catherine Dardé Les Républicains (Union des démocrates et indépendants)            | 3 703                     | 8,51                      |                          |                          |
|                                                                            | Arnaud Moynier Divers droite (Les Républicains diss.)                              | 3 262                     | 7,50                      |                          |                          |
|                                                                            | Gabriel Mutel Divers (Parti animaliste)                                            | 640                       | 1,47                      |                          |                          |
|                                                                            | Sébastien Avallone Divers droite (Les Républicains diss.)                          | 616                       | 1,42                      |                          |                          |
|                                                                            | Logan Girard Parti communiste français (Ensemble !)                                | 539                       | 1,24                      |                          |                          |
|                                                                            | Marie-Noëlle Sibieude Divers gauche (Nouvelle Donne)                               | 502                       | 1,15                      |                          |                          |
|                                                                            | Joëlle Comte Debout la France                                                      | 480                       | 1,10                      |                          |                          |
|                                                                            | Florence Larue Lutte ouvrière                                                      | 277                       | 0,64                      |                          |                          |
|                                                                            | Laurence Benéteau Divers (Union populaire républicaine)                            | 252                       | 0,58                      |                          |                          |
|                                                                            | Laurent Hoarau Écologiste (Alliance écologiste indépendante)                       | 6                         | 0,01                      |                          |                          |
| Source : Ministère de l'Intérieur - Troisième circonscription de l'Hérault |                                                                                    |                           |                           |                          |                          |

#### Quatrième circonscription
Député sortant : Frédéric Roig (Parti socialiste).
|                                                                            |                                                                               |                           |                           |                          |                          |
|                                                                            |                                                                               | Premier tour 11 juin 2017 | Premier tour 11 juin 2017 | Second tour 18 juin 2017 | Second tour 18 juin 2017 |
|                                                                            |                                                                               |                           |                           |                          |                          |
|                                                                            |                                                                               | Nombre                    | % des inscrits            | Nombre                   | % des inscrits           |
| Inscrits                                                                   | Inscrits                                                                      | 112 010                   | 100,00                    | 111 985                  | 100,00                   |
| Abstentions                                                                | Abstentions                                                                   | 57 487                    | 51,32                     | 65 764                   | 58,73                    |
| Votants                                                                    | Votants                                                                       | 54 523                    | 48,68                     | 46 221                   | 41,27                    |
|                                                                            |                                                                               |                           | % des votants             |                          | % des votants            |
| Bulletins blancs                                                           | Bulletins blancs                                                              | 1 096                     | 2,01                      | 4 602                    | 9,96                     |
| Bulletins nuls                                                             | Bulletins nuls                                                                | 410                       | 0,75                      | 1 499                    | 3,24                     |
| Suffrages exprimés                                                         | Suffrages exprimés                                                            | 53 017                    | 97,24                     | 40 120                   | 86,80                    |
|                                                                            |                                                                               |                           |                           |                          |                          |
| Candidat Étiquette politique (partis et alliances)                         | Candidat Étiquette politique (partis et alliances)                            | Voix                      | % des exprimés            | Voix                     | % des exprimés           |
|                                                                            |                                                                               |                           |                           |                          |                          |
|                                                                            | Jean-François Eliaou La République en marche !                                | 16 694                    | 31,49                     | 26 360                   | 65,70                    |
|                                                                            | François Gaubert Front national                                               | 9 402                     | 17,73                     | 13 760                   | 34,30                    |
|                                                                            | Étienne Hayem La France insoumise                                             | 8 500                     | 16,03                     |                          |                          |
|                                                                            | Laurence Cristol Les Républicains (Union des démocrates et indépendants)      | 6 199                     | 11,69                     |                          |                          |
|                                                                            | Frédéric Roig (député sortant) Parti socialiste                               | 4 556                     | 8,59                      |                          |                          |
|                                                                            | Laurent Dupont Europe Écologie Les Verts                                      | 2 964                     | 5,59                      |                          |                          |
|                                                                            | Gilles Phocas Divers droite (Debout la France - Rassemblement pour la France) | 1 737                     | 3,28                      |                          |                          |
|                                                                            | Florian Vire Parti communiste français                                        | 967                       | 1,82                      |                          |                          |
|                                                                            | Manuela Viaene Divers (Union populaire républicaine)                          | 446                       | 0,84                      |                          |                          |
|                                                                            | Laurent Docon Divers gauche (Mouvement des progressistes)                     | 414                       | 0,78                      |                          |                          |
|                                                                            | Georges Scotto Di Fasano Lutte ouvrière                                       | 393                       | 0,74                      |                          |                          |
|                                                                            | Claude Feral Divers gauche (Nouvelle Donne)                                   | 289                       | 0,55                      |                          |                          |
|                                                                            | Jacques Dourau Divers droite (577-Les Indépendants)                           | 238                       | 0,45                      |                          |                          |
|                                                                            | Julie Péréa Divers (Solidarité et progrès)                                    | 145                       | 0,27                      |                          |                          |
|                                                                            | Mimose Lebon Écologiste (Mouvement 100%)                                      | 73                        | 0,14                      |                          |                          |
| Source : Ministère de l'Intérieur - Quatrième circonscription de l'Hérault |                                                                               |                           |                           |                          |                          |

#### Cinquième circonscription
Député sortant : Kléber Mesquida (Parti socialiste).
|                                                                            | |                           |                           |                          |                          |
|                                                                            | | Premier tour 11 juin 2017 | Premier tour 11 juin 2017 | Second tour 18 juin 2017 | Second tour 18 juin 2017 |
|                                                                            | |                           |                           |                          |                          |
|                                                                            | | Nombre                    | % des inscrits            | Nombre                   | % des inscrits           |
| Inscrits                                                                   | Inscrits | 94 244                    | 100,00                    | 94 245                   | 100,00                   |
| Abstentions                                                                | Abstentions | 46 586                    | 49,43                     | 52 381                   | 55,58                    |
| Votants                                                                    | Votants | 47 658                    | 50,57                     | 41 864                   | 44,42                    |
|                                                                            | |                           | % des votants             |                          | % des votants            |
| Bulletins blancs                                                           | Bulletins blancs | 1 107                     | 2,32                      | 4 122                    | 9,85                     |
| Bulletins nuls                                                             | Bulletins nuls | 528                       | 1,11                      | 1 466                    | 3,50                     |
| Suffrages exprimés                                                         | Suffrages exprimés | 46 023                    | 96,57                     | 36 276                   | 86,65                    |
|                                                                            | |                           |                           |                          |                          |
| Candidat Étiquette politique (partis et alliances)                         | Candidat Étiquette politique (partis et alliances)                                                                                 | Voix                      | % des exprimés            | Voix                     | % des exprimés           |
|                                                                            | |                           |                           |                          |                          |
|                                                                            | Philippe Huppé La République en marche !                                                                                           | 13 142                    | 28,56                     | 21 169                   | 58,36                    |
|                                                                            | Gilles Ardinat Front national | 10 160                    | 22,08                     | 15 107                   | 41,64                    |
|                                                                            | Pierre Polard La France insoumise                                                                                                  | 7 759                     | 16,86                     |                          |                          |
|                                                                            | Marie Passieux Parti socialiste | 5 988                     | 13,01                     |                          |                          |
|                                                                            | Catherine Rouillé Les Républicains (Union des démocrates et indépendants)                                                          | 4 837                     | 10,51                     |                          |                          |
|                                                                            | Michel Capron Parti communiste français                                                                                            | 1 263                     | 2,74                      |                          |                          |
|                                                                            | William Rouanet Écologiste (L'Autre voie de l'écologie - France bonapartiste - Confédération pour l'homme, l'animal et la planète) | 1 041                     | 2,26                      |                          |                          |
|                                                                            | Maria Goryainova Divers (#MaVoix)                                                                                                  | 497                       | 1,08                      |                          |                          |
|                                                                            | Antonieta Araya Lutte ouvrière | 382                       | 0,83                      |                          |                          |
|                                                                            | Sybille Saint Girons Divers (Union populaire républicaine)                                                                         | 310                       | 0,67                      |                          |                          |
|                                                                            | Cédric Suzanne Écologiste (Mouvement 100 % - Parti fédéraliste européen)                                                           | 240                       | 0,52                      |                          |                          |
|                                                                            | Ludovic Da Costa Divers gauche (Nouvelle Donne)                                                                                    | 234                       | 0,51                      |                          |                          |
|                                                                            | Hafid Atoug Divers gauche (Mouvement des progressistes)                                                                            | 170                       | 0,37                      |                          |                          |
| Source : Ministère de l'Intérieur - Cinquième circonscription de l'Hérault | |                           |                           |                          |                          |

#### Sixième circonscription
Député sortant : Élie Aboud (Les Républicains).
|                                                                          | |                           |                           |                          |                          |
|                                                                          | | Premier tour 11 juin 2017 | Premier tour 11 juin 2017 | Second tour 18 juin 2017 | Second tour 18 juin 2017 |
|                                                                          | |                           |                           |                          |                          |
|                                                                          | | Nombre                    | % des inscrits            | Nombre                   | % des inscrits           |
| Inscrits                                                                 | Inscrits | 91 268                    | 100,00                    | 91 267                   | 100,00                   |
| Abstentions                                                              | Abstentions | 47 846                    | 52,42                     | 49 681                   | 54,43                    |
| Votants                                                                  | Votants | 43 422                    | 47,58                     | 41 586                   | 45,57                    |
|                                                                          | |                           | % des votants             |                          | % des votants            |
| Bulletins blancs                                                         | Bulletins blancs | 653                       | 1,50                      | 2 154                    | 5,18                     |
| Bulletins nuls                                                           | Bulletins nuls | 230                       | 0,53                      | 842                      | 2,02                     |
| Suffrages exprimés                                                       | Suffrages exprimés | 42 539                    | 97,97                     | 38 590                   | 92,80                    |
|                                                                          | |                           |                           |                          |                          |
| Candidat Étiquette politique (partis et alliances)                       | Candidat Étiquette politique (partis et alliances) | Voix                      | % des exprimés            | Voix                     | % des exprimés           |
|                                                                          | |                           |                           |                          |                          |
|                                                                          | Emmanuelle Ménard Front national (Debout la France - Souveraineté, identité et libertés - Centre national des indépendants et paysans - Mouvement pour la France) | 15 061                    | 35,41                     | 20 640                   | 53,49                    |
|                                                                          | Isabelle Voyer La République en marche ! | 10 515                    | 24,72                     | 17 950                   | 46,51                    |
|                                                                          | Élie Aboud (député sortant) Les Républicains (Union des démocrates et indépendants)                                                                               | 7 777                     | 18,28                     |                          |                          |
|                                                                          | David Garcia La France insoumise | 4 212                     | 9,90                      |                          |                          |
|                                                                          | Antonio Fulleda Parti socialiste (Parti radical de gauche - Mouvement républicain et citoyen)                                                                     | 1 998                     | 4,70                      |                          |                          |
|                                                                          | Nicolas Cossange Parti communiste français | 1 377                     | 3,24                      |                          |                          |
|                                                                          | Pierre Verniers Divers (Parti du vote blanc) | 294                       | 0,69                      |                          |                          |
|                                                                          | Jeannick Rolland Écologiste (Alliance écologiste indépendante) | 266                       | 0,63                      |                          |                          |
|                                                                          | Laurent Gilhodes Lutte ouvrière | 234                       | 0,55                      |                          |                          |
|                                                                          | Sébastien Landier Divers (#MaVoix) | 226                       | 0,53                      |                          |                          |
|                                                                          | José Folgado Extrême droite (Union des Patriotes) | 188                       | 0,44                      |                          |                          |
|                                                                          | René Moulin Divers gauche (Nouvelle Donne) | 146                       | 0,34                      |                          |                          |
|                                                                          | Armelle Luigi Divers (Union populaire républicaine) | 139                       | 0,33                      |                          |                          |
|                                                                          | Moïsette Bort Divers gauche (Mouvement des progressistes) | 106                       | 0,25                      |                          |                          |
| Source : Ministère de l'Intérieur - Sixième circonscription de l'Hérault | |                           |                           |                          |                          |

#### Septième circonscription
Député sortant : Sébastien Denaja (Parti socialiste).
|                                                                           | |                           |                           |                          |                          |
|                                                                           | | Premier tour 11 juin 2017 | Premier tour 11 juin 2017 | Second tour 18 juin 2017 | Second tour 18 juin 2017 |
|                                                                           | |                           |                           |                          |                          |
|                                                                           | | Nombre                    | % des inscrits            | Nombre                   | % des inscrits           |
| Inscrits                                                                  | Inscrits | 102 087                   | 100,00                    | 102 087                  | 100,00                   |
| Abstentions                                                               | Abstentions | 52 390                    | 51,32                     | 58 446                   | 57,25                    |
| Votants                                                                   | Votants | 49 697                    | 48,68                     | 43 641                   | 42,75                    |
|                                                                           | |                           | % des votants             |                          | % des votants            |
| Bulletins blancs                                                          | Bulletins blancs | 857                       | 1,72                      | 3 159                    | 7,24                     |
| Bulletins nuls                                                            | Bulletins nuls | 334                       | 0,67                      | 1 445                    | 3,31                     |
| Suffrages exprimés                                                        | Suffrages exprimés | 48 506                    | 97,60                     | 39 037                   | 89,45                    |
|                                                                           | |                           |                           |                          |                          |
| Candidat Étiquette politique (partis et alliances)                        | Candidat Étiquette politique (partis et alliances)                                                                                           | Voix                      | % des exprimés            | Voix                     | % des exprimés           |
|                                                                           | |                           |                           |                          |                          |
|                                                                           | Christophe Euzet La République en marche !                                                                                                   | 12 120                    | 24,99                     | 20 623                   | 52,83                    |
|                                                                           | Myriam Roques Front national | 11 483                    | 23,67                     | 18 414                   | 47,17                    |
|                                                                           | Laurence Magne Les Républicains | 7 123                     | 14,68                     |                          |                          |
|                                                                           | Sébastien Denaja (député sortant) Parti socialiste (Europe Écologie Les Verts - Parti radical de gauche - Mouvement républicain et citoyen ) | 6 029                     | 12,43                     |                          |                          |
|                                                                           | Marie-Hélène Leclercq La France insoumise | 5 195                     | 10,71                     |                          |                          |
|                                                                           | Jean-Luc Bou Parti communiste français | 2 388                     | 4,92                      |                          |                          |
|                                                                           | Agnès Gizard-Carlin Divers gauche (Europe Écologie Les Verts)                                                                                | 702                       | 1,45                      |                          |                          |
|                                                                           | Christophe Panis Extrême droite (Union des Patriotes)                                                                                        | 666                       | 1,37                      |                          |                          |
|                                                                           | Virginie Angevin Debout la France | 599                       | 1,23                      |                          |                          |
|                                                                           | Magali Richaud Divers (Parti animaliste) | 592                       | 1,22                      |                          |                          |
|                                                                           | Igor Kurek Divers droite (Rassemblement pour la France)                                                                                      | 492                       | 1,01                      |                          |                          |
|                                                                           | Jean-Claude Martinez Extrême droite (France Force Sud)                                                                                       | 417                       | 0,86                      |                          |                          |
|                                                                           | Daniel Pilaudeau Lutte ouvrière | 283                       | 0,58                      |                          |                          |
|                                                                           | Bruno Luigi Divers (Union populaire républicaine)                                                                                            | 264                       | 0,54                      |                          |                          |
|                                                                           | Guy Pagès Extrême gauche (Parti ouvrier indépendant démocratique)                                                                            | 153                       | 0,32                      |                          |                          |
| Source : Ministère de l'Intérieur - Septième circonscription de l'Hérault | |                           |                           |                          |                          |

#### Huitième circonscription
Député sortant : Christian Assaf (Parti socialiste).
|                                                                           | |                           |                           |                          |                          |
|                                                                           | | Premier tour 11 juin 2017 | Premier tour 11 juin 2017 | Second tour 18 juin 2017 | Second tour 18 juin 2017 |
|                                                                           | |                           |                           |                          |                          |
|                                                                           | | Nombre                    | % des inscrits            | Nombre                   | % des inscrits           |
| Inscrits                                                                  | Inscrits | 88 541                    | 100,00                    | 88 553                   | 100,00                   |
| Abstentions                                                               | Abstentions | 46 185                    | 52,16                     | 52 967                   | 59,81                    |
| Votants                                                                   | Votants | 42 356                    | 47,84                     | 35 586                   | 40,19                    |
|                                                                           | |                           | % des votants             |                          | % des votants            |
| Bulletins blancs                                                          | Bulletins blancs | 631                       | 1,49                      | 3 080                    | 8,66                     |
| Bulletins nuls                                                            | Bulletins nuls | 283                       | 0,67                      | 1 069                    | 3,00                     |
| Suffrages exprimés                                                        | Suffrages exprimés | 41 442                    | 97,84                     | 31 437                   | 88,34                    |
|                                                                           | |                           |                           |                          |                          |
| Candidat Étiquette politique (partis et alliances)                        | Candidat Étiquette politique (partis et alliances)                                                                                          | Voix                      | % des exprimés            | Voix                     | % des exprimés           |
|                                                                           | |                           |                           |                          |                          |
|                                                                           | Nicolas Démoulin La République en marche !                                                                                                  | 12 954                    | 31,26                     | 19 757                   | 62,85                    |
|                                                                           | Gérard Prato Front national | 8 758                     | 21,13                     | 11 680                   | 37,15                    |
|                                                                           | Marielle Fenech-Monfort La France insoumise                                                                                                 | 7 166                     | 17,29                     |                          |                          |
|                                                                           | Christian Assaf (député sortant) Parti socialiste (Europe Écologie Les Verts - Parti radical de gauche - Mouvement républicain et citoyen ) | 4 235                     | 10,22                     |                          |                          |
|                                                                           | Arnaud Julien Les Républicains (Union des démocrates et indépendants)                                                                       | 4 051                     | 9,78                      |                          |                          |
|                                                                           | Sabria Bouallaga Écologiste (Mouvement 100 %)                                                                                               | 879                       | 2,12                      |                          |                          |
|                                                                           | Max Savy Parti communiste français | 835                       | 2,01                      |                          |                          |
|                                                                           | Charles Khoury Divers gauche | 634                       | 1,53                      |                          |                          |
|                                                                           | Michel Colas Debout la France | 543                       | 1,31                      |                          |                          |
|                                                                           | Laura Andreoletti Divers (Parti animaliste)                                                                                                 | 523                       | 1,26                      |                          |                          |
|                                                                           | Romain Mespoulet Divers (Union populaire républicaine)                                                                                      | 313                       | 0,76                      |                          |                          |
|                                                                           | Carlos Ribeiro Lutte ouvrière | 300                       | 0,72                      |                          |                          |
|                                                                           | Thierry Teulade Divers gauche (Nouvelle Donne)                                                                                              | 187                       | 0,45                      |                          |                          |
|                                                                           | Philippe Maillet Divers droite (577-Les Indépendants)                                                                                       | 64                        | 0,15                      |                          |                          |
| Source : Ministère de l'Intérieur - Huitième circonscription de l'Hérault | |                           |                           |                          |                          |

#### Neuvième circonscription
Député sortant : Patrick Vignal (Parti socialiste).
|                                                                           |                                                                              |                           |                           |                          |                          |
|                                                                           |                                                                              | Premier tour 11 juin 2017 | Premier tour 11 juin 2017 | Second tour 18 juin 2017 | Second tour 18 juin 2017 |
|                                                                           |                                                                              |                           |                           |                          |                          |
|                                                                           |                                                                              | Nombre                    | % des inscrits            | Nombre                   | % des inscrits           |
| Inscrits                                                                  | Inscrits                                                                     | 82 139                    | 100,00                    | 82 125                   | 100,00                   |
| Abstentions                                                               | Abstentions                                                                  | 43 614                    | 53,10                     | 48 826                   | 59,45                    |
| Votants                                                                   | Votants                                                                      | 38 525                    | 46,90                     | 33 299                   | 40,55                    |
|                                                                           |                                                                              |                           | % des votants             |                          | % des votants            |
| Bulletins blancs                                                          | Bulletins blancs                                                             | 582                       | 1,51                      | 2 446                    | 7,35                     |
| Bulletins nuls                                                            | Bulletins nuls                                                               | 257                       | 0,67                      | 960                      | 2,88                     |
| Suffrages exprimés                                                        | Suffrages exprimés                                                           | 37 686                    | 97,82                     | 29 893                   | 89,77                    |
|                                                                           |                                                                              |                           |                           |                          |                          |
| Candidat Étiquette politique (partis et alliances)                        | Candidat Étiquette politique (partis et alliances)                           | Voix                      | % des exprimés            | Voix                     | % des exprimés           |
|                                                                           |                                                                              |                           |                           |                          |                          |
|                                                                           | Patrick Vignal (député sortant) La République en marche !                    | 15 033                    | 39,89                     | 19 293                   | 64,54                    |
|                                                                           | Guillaume Vouzellaud Front national                                          | 7 749                     | 20,56                     | 10 600                   | 35,46                    |
|                                                                           | Imane Diani La France insoumise                                              | 5 723                     | 15,19                     |                          |                          |
|                                                                           | Joëlle Jenin-Vignaud Les Républicains (Union des démocrates et indépendants) | 4 747                     | 12,60                     |                          |                          |
|                                                                           | Bertrand Coisne Europe Écologie Les Verts (Parti socialiste)                 | 2 674                     | 7,10                      |                          |                          |
|                                                                           | Frédéric Dumay Debout la France                                              | 679                       | 1,80                      |                          |                          |
|                                                                           | Myriam Hammoud Parti communiste français                                     | 547                       | 1,45                      |                          |                          |
|                                                                           | Kamy Nazarian Divers (Union populaire républicaine)                          | 291                       | 0,77                      |                          |                          |
|                                                                           | Maurice Chaynes Lutte ouvrière                                               | 243                       | 0,64                      |                          |                          |
| Source : Ministère de l'Intérieur - Neuvième circonscription de l'Hérault |                                                                              |                           |                           |                          |                          |